# Europahøjskolen
Europahøjskolen var en dansk folkehøjskole beliggende på Ulvshale på Møn fra 1976 til 1986. Højskolen blev etableret i et tidligere badehotel, Hotel Kongens Ø, som var bygget i 1916 og gået konkurs i 1976. Blandt stifterne var Peter Duetoft og Tom Høyem som begge var daværende medlemmer af Centrum-Demokraterne. Højskolens første forstander var Ingolf Knudsen som også var Centrum-Demokrat. Helge Sander (Venstre) var medlem af Europahøjskolens bestyrelse 1976-1977.